# Eumetabola
Eumetabola je nerangirana kategorija Neoptera. Dve velike grupe poynate kao Paurometabola i Eumetabola su verovatno iz adelfotaksona Neoptera nakon isključenja Plecoptera. Monofilija tih grupa izgleda da je u izvesnoj meri opravdana.

## Spoljašnje veze
- Paurometabola — Eumetabola link.springer.com
- Grimaldi, D.; Engel, M.S. 2005: Evolution of the insects. Cambridge University Press, New York, USA. limited preview on Google books